# Batalla de Tryavna
La batalla de Tryavna (en búlgaro: Битка при Трявна) se produjo en 1190 en las montañas alrededor de la moderna ciudad de Tryavna, en el centro de Bulgaria. El resultado fue una victoria de Bulgaria sobre el Imperio bizantino, que consiguió los éxitos logrados desde el comienzo de la Rebelión de Asen y Pedro en 1185.

## Orígenes del conflicto
Después de que su segunda campaña en Mesia resultara en el fallido sitio de Lovech en 1187, el emperador bizantino Isaac II Ángelo se vio forzado a reconocer la independencia búlgara. Hasta 1189, las dos naciones vigilaron el tratado. Los búlgaros utilizaron este tiempo para organizar su administración y su poder militar. Cuando los soldados de la Tercera Cruzada llegaron a las tierras búlgaras en Niš, Asen y Pedro ofrecieron ayudar al emperador del Sacro Imperio Romano Germánico Federico I Barbarroja con una fuerza de 40.000 búlgaros, valacos y cumanos en contra de los bizantinos. Sin embargo, las relaciones entre los cruzados y los bizantinos se calmaron y la propuesta búlgara fue rechazada.

## La batalla
Los bizantinos prepararon una tercera campaña de venganza por las acciones de Bulgaria. Al igual que las dos anteriores invasiones se las arreglaron para superar los pasos de los montes Balcanes. En un principio, los bizantinos pensaron en pasar por la costa, cerca de Anquialo, pero luego decidieron cruzar el peligroso Paso Rishki y pasar por la ciudad de Preslav. El ejército macharía rumbo a la capital búlgara, Tarnovo; el ejército bizantino estaría compuesto por unos 20.000-30.000 hombres. Al mismo tiempo, los bizantinos habían enviado a su flota a bloquear el río Danubio, para evitar que a través de este llegaran los auxiliares cumanos que habían ayudado a los búlgaros durante las primeras campañas bizantinas en Mesia.
El sitio de Tarnovo fue estéril. La defensa de la ciudad fue dirigida por el mismo Asen. Los bizantinos combatían con desgana a pesar del entusiasmo de Isaac II, el cual comandaba al ejército en persona, junto con muchos de sus cortesanos, generales y sirvientes. Con trabucos y pedreros bombardeando las murallas de Tarnovo, los bizantinos habrían podido tomar la ciudad, de haber peleado con ánimo y coraje, mas no fue así; muchos soldados venían sin recibir su paga por meses, y estaban cansados de combatir a los búlgaros que siempre atacaban desde sus montañas y apoyados por los temibles cumanos, paganos sanguinarios que combatían de una manera incomparable. En Tarnovo, la moral de los búlgaros se mantenía bien alta, y el propio Asen se batía con coraje frente a los sitiadores.
Asen decidió poner en acción su trampa. Envió al campamento bizantino a un falso desertor, el cual venía con malas noticias para Isaac. A pesar de los esfuerzos de la flota bizantina por bloquear el Danubio, los cumanos habían cruzado el río y estaban en camino a Tarnovo, para liberarla del asedio y aniquilar al ejército imperial. Ante el aterrador avance del ejército escita (los cronistas bizantinos, en especial Miguel Psellos, Ana Comnena, Juan Cinnamo y Nicetas Choniates insisten en llamar escitas a todos los pueblos provenientes de las estepas), el emperador ordenó la retirada inmediata del ejército bizantino de las murallas de Tarnovo, y consultó con sus mejores generales cual sería la salida más rápida, de aquellas inhóspitas tierras búlgaras. La ruta de salida más rápida, era el peligroso Paso Tryavna; en efecto, Asen sabía que el emperador y el ejército imperial, enterados por obra del falso desertor de la inminente llegada de los cumanos (cuya caballería tenía fama de imparable), buscarían la salida más rápida del territorio búlgaro, asustados por aquellos paganos e inmisericordes guerreros escitas. Fue entonces que Iván Asen, con ayuda de sus mejores hombres, preparó una trampa que a la larga resultaría fatal para el ejército bizantino.
La marcha del ejército bizantino hacía el Paso Tryavna era lenta. Los desmoralizados soldados sentían que una vez más los búlgaros salían victoriosos y para colmo muchos deseaban llegar pronto para recibir su merecida paga.
El ejército imperial penetró en Tryavna de la siguiente manera: la vanguardia estaba conformada, al parecer, por soldados de caballería, los cuales avanzaron rápidamente. En el centro iban Isaac II, con las posesiones de la tienda imperial (es decir, la corona imperial, el estandarte, etc.), la guardia imperial (tal vez los famosos Vardariotai o algunos Varengos a caballo), y el cortejo de nobles que acompañaban al emperador en sus campañas en Mesia. Finalmente, en la retaguardia se encontrarían algunos peltastos, psiloi (arqueros), y quizás algunos catafractos.
Iván Asen había llegado antes que el ejército imperial al inhóspito paso, y puso a su ejército en posiciones que hicieran difícil la contraofensiva bizantina. Valacos, búlgaros y cumanos estaban preparados para atacar a los bizantinos a punta de flechazos desde las alturas de Tryavna. El objetivo de Asen era capturar al Basileo y tomarlo prisionero, aunque había una gran probabilidad que Isaac II cayera en combate.
Por esta razón, Asen decidió que la vanguardia pasara tranquilamente el paso, pero en el momento que paso el centro, los búlgaros atacaron salvajemente al emperador y a sus soldados. Al comienzo, la embestida búlgara fue detenida por la valentía y coraje de los guerreros bizantinos, e incluso Isaac II alentó a sus hombres para que resistieran el ataque búlgaro. Pero en el momento en que los cumanos y valacos empezaron a lanzar piedras y rocas inmensas desde las alturas, muchos guerreros entraron en pánico, e incluso el mismo emperador temió por su vida.
Viendo que la derrota era inminente, y que de un momento a otro los búlgaros eran capaces de caer sobre los diezmados bizantinos, el emperador ordenó a la guardia imperial abrir paso entre los hombres, para acelerar su huida; en la huida del emperador, los oficiales de la guardia imperial mataron a lanzazos a aquellos soldados bizantinos que, aterrados como estaban por el ataque búlgaro, estorbaban la huida de Isaac II. Esta acción le valdría al emperador el desprecio de muchos altos mandos del ejército imperial, e incluso a los mismos soldados nativos, los cuales vieron en este cobarde y ultrajante acto, que el emperador no se preocupaba por el bienestar y la seguridad de su ejército, además de su incompetencia al batallar a los búlgaros.
La fama de valiente y gran guerrero que Isaac II había ganado en sus anteriores campañas búlgaras, donde combatió al lado de sus hombres en primera línea, se perdió definitivamente en Tryavna. Esta fue una de las razones por las cuales muchos generales de renombre, como Juan Ducas, Teodoro Branas, Miguel Cantacuzeno y Juan Petralifas, apoyaron la revuelta de Alejo Ángelo, hermano de Isaac II, el cual, a la sazón, se mostraría aún más ineficaz que su hermano durante su periodo como emperador de los romanos (1195-1203).
Durante la huida de Isaac y los sobrevivientes del ejército bizantino, se perdieron muchos enseres que se encontraban en la tienda imperial, como el famoso casco de oro que los emperadores llevaban a sus campañas, el estandarte imperial con fragmentos de la Vera Cruz, la corona imperial, entre otras posesiones que emperadores anteriores solían usar en campos de batalla y campamentos militares, para invocar la protección divina (caso del estandarte) o también impresionar al enemigo (el casco dorado, la diadema, los mantos de púrpura, etc.).
Los ornamentos imperiales bizantinos capturados fueron tratados como reliquias por Asen y sus sucesores, los cuales los usaron en procesiones reales en la capital búlgara (Tarnovo) y además fueron añadidos a las joyas de la tesorería imperial de los zares de Bulgaria. Cuando Iván Asen III huyó del país y buscó refugio con Miguel VIII Paleólogo, el emperador pudo recuperar aquellos valiosos ornamentos imperiales.

## Consecuencias
La victoria fue muy importante para Bulgaria. Hasta ese momento, el oficial emperador fue Pedro II, pero después de los grandes éxitos de su hermano le dio el poder a su hermano menor Asen que se proclamó emperador ese mismo año. Oficialmente, Pedro conservó su título y gobernó desde Preslav, pero ahora el estado fue gobernado por Iván Asen I. En los siguientes dos años, liberó a muchas tierras al oeste y suroeste incluyendo Sofía y Niš. Sus tropas saquearon Tracia y los bizantinos eran impotentes para resistir los ataques búlgaros.